# Hybogaster varipalpis
Hybogaster varipalpis är en stekelart som först beskrevs av Cameron 1906.  Hybogaster varipalpis ingår i släktet Hybogaster och familjen bracksteklar. Inga underarter finns listade i Catalogue of Life.